# ペガスス座ラムダ星
ペガスス座λ星（ペガススざラムダせい、λ Pegasi、λ Peg）は、ペガスス座の恒星である。見かけの等級は3.95と、肉眼でみえる明るさである。

## 特徴
ヒッパルコス衛星が測定した年周視差を基に計算すると、ペガスス座λ星までの太陽からの距離は、およそ365光年である。すぐ近くにみえて、見かけも似ているため、よく対として扱われるペガスス座μ星と比較すると、3倍以上遠方にある。
ペガスス座λ星は黄色巨星で、スペクトル型はG8 IIIa CN1Ba0.3Hδ-1に分類される。ペガスス座λ星のスペクトルは、化学的な特異性を有し、似たような物理的性質を持つG型巨星のスペクトルと比べて、シアン（CN）吸収帯が強く、バリウムイオンの吸収線もやや強いことを、スペクトル型の添え字が表している。
ペガスス座λ星は、質量が太陽のおよそ3倍、半径は太陽の30倍近く、光度は太陽のおよそ380倍に達する。スペクトル型の似た、一般的な巨星と比較すると光度が高く、中には輝巨星に分類した例もあり、赤色巨星分枝よりも進化の後期段階にある水平分枝星と考えられている。また、スペクトル型の似た他の恒星に比べると巨視的乱流が顕著で、スペクトルの吸収線は幅が広く浅くなっている。

## 名称
アラビアでは、ペガスス座λ星とペガスス座μ星を合わせて、「秀でた者の幸運（の星）」を意味する saʽd al-bāriʽ という名前が付けられていた。
中国では、ペガスス座λ星は、「皇帝の住む宮殿」を意味する離宮（拼音: Lì Gōng）という星官を、ペガスス座μ星、ペガスス座ο星、ペガスス座η星、ペガスス座τ星、ペガスス座ν星と共に形成する。ペガスス座λ星自身は、離宮一（拼音: Lì Gōng yī）、つまり離宮の1番星と呼ばれる。